# Aphilopota semiusta
Aphilopota semiusta là một loài bướm đêm trong họ Geometridae.